# Copa Alagoas de Futebol de 2015
A Copa Alagoas de 2015 foi a 5ª edição do torneio que é promovido pela Federação Alagoana de Futebol entre clubes de futebol do estado de Alagoas, Brasil. O campeão, garantiu uma vaga na Copa do Brasil de Futebol de 2016. Foi a primeira fase do Campeonato Alagoano de Futebol de 2015 que ocorreu entre  18 de Janeiro a fevereiro e reuniu sete clubes do torneio. Nesta fase, as equipes se enfrentaram em turno único, totalizando sete rodadas.
As quatro melhores equipes da copa, se enfrentaram em um cruzamento olímpico.

## Critério de desempate
Os critério de desempate foram aplicados na seguinte ordem:
1. Maior número de vitórias
2. Maior saldo de gols
3. Maior número de gols pró (marcados)
4. Maior número de gols contra (sofridos)
5. Confronto direto
6. Sorteio

## Equipes participantes

### Classificação
- O Sport Atalaia desistiu da competição após a divulgação da tabela e é considerado o primeiro time rebaixado no Campeonato Alagoano 2015.[1]

### Desempenho por rodada
Clubes que lideraram ao final de cada rodada:
| Rodadas | Rodadas | Rodadas | Rodadas | Rodadas | Rodadas | Rodadas |
| ------- | ------- | ------- | ------- | ------- | ------- | ------- |
| 1       | 2       | 3       | 4       | 5       | 6       | 7       |
| CSE     | CSE     | CSA     | CSA     | CSA     | CSA     | ASA     |

Clubes que ficaram na última posição ao final de cada rodada:
| Rodadas | Rodadas | Rodadas | Rodadas | Rodadas | Rodadas | Rodadas |
| ------- | ------- | ------- | ------- | ------- | ------- | ------- |
| 1       | 2       | 3       | 4       | 5       | 6       | 7       |
| MUR     | STR     | IPA     | ASA     | MUR     | IPA     | CSE     |

## Jogos

### Primeira Rodada
| 28 de janeiro | CSA                                  | 3 – 2 | Santa Rita           | Rei Pelé, Maceió        |
| 20:30         | Rafael Granja 22', 49' · Romário 40' |       | 17', 69' Daniel Cruz | Público: 6,353 pagantes |

| CSA | Santa Rita |

| 28 de janeiro | CSE                                                                     | 5 – 2 | Murici               | Juca Sampaio, Palmeira dos Índios |
| 20:30         | Kaká 31' · Silvio Carrasco 33' · Luiz Paulo 35', 71' (pen) · Wilson 68' |       | 15' Kattê · 41' Alex | Público: 1,981 pagantes           |

| CSE | Murici |

| 28 de janeiro | Ipanema      | 1 – 1 | ASA               | Arnon de Mello, Santana do Ipanema |
| 20:30         | Edson Di 60' |       | 49' Alex Henrique | Público: 1,150 pagantes            |

| Ipanema | ASA |

### Segunda Rodada
| 1 de fevereiro | ASA | 0 – 0 | CSE | Coaracy da Mata, Arapiraca |
| 16:00          |     |       |     | Público: 1,977 pagantes    |

| ASA | CSE |

| 1 de fevereiro | Murici        | 1 – 1 | CSA        | José Gomes da Costa, Murici |
| 16:00          | Alexandro 80' |       | 71' Afonso | Público: 1,603 pagantes     |

| Murici | CSA |

| 1 de fevereiro | CEO                                                         | 4 – 0 | Ipanema | Edson Matias, Olho d'Água das Flores |
| 16:00          | Jacobina 40' · Roger 44' · Cristiano 45+1' · Cleristone 66' |       |         | Público: 1,231 pagantes              |

| CEO | Ipanema |

### Terceira Rodada
| 4 de fevereiro | CEO | 0 – 1 | Santa Rita        | Edson Matias, Olho d'Água das Flores |
| 20:30          |     |       | 44' Carlos Victor | Público: 647 pagantes                |

| CEO | Santa Rita |

| 4 de fevereiro | Murici                    | 2 – 0 | Ipanema | José Gomes da Costa, Murici |
| 20:30          | Kattê 46' · Alexandro 48' |       |         | Público: 265 pagantes       |

| Murici | Ipanema |

| 4 de fevereiro | CSE | 0 – 1 | CSA          | Juca Sampaio, Palmeira dos Índios |
| 20:50          |     |       | 45' Zé Paulo | Público: 2,727 pagantes           |

| CSE | CSA |

### Quarta Rodada
| 8 de fevereiro | CSA            | 1 – 1 | CEO         | Rei Pelé, Maceió        |
| 16:00          | Zé Paulo 90+2' |       | 14' Romário | Público: 6,032 pagantes |

| CSA | CEO |

| 8 de fevereiro | Ipanema    | 1 – 0 | CSE | Arnon de Mello, Santana do Ipanema |
| 16:00          | Cirlan 75' |       |     | Público: 672 pagantes              |

| Ipanema | CSE |

| 8 de fevereiro | Santa Rita           | 2 – 2 | ASA                                | Olival Elias, Boca da Mata |
| 16:00          | Rafael Silva 3', 25' |       | 11' André Nunes · 61' (pen) Didira | Público: 474 pagantes      |

| Santa Rita | ASA |

### Quinta Rodada
| 11 de fevereiro | CSE            | 1 – 3 | CEO                                               | Juca Sampaio, Palmeira dos Índios |
| 20:30           | Luiz Paulo 29' |       | 31' Tarcísio · 78' Cristiano · 814' (pen) Eltinho | Público: 1,479 pagantes           |

| CSE | CEO |

| 11 de fevereiro | ASA                            | 2 – 0 | Murici | Coaracy da Mata, Arapiraca |
| 20:50           | Alex Henrique 47' · Didira 59' |       |        | Público: 607 pagantes      |

| ASA | Murici |

| 12 de fevereiro | Santa Rita                         | 2 – 2 | Ipanema               | Olival Elias, Boca da Mata |
| 20:00           | Daniel Cruz 11' · Rafael Silva 81' |       | 8' Mendonça · 85' Val | Público: 687 pagantes      |

| Santa Rita | Ipanema |

### Sexta Rodada
| 18 de fevereiro | CSA        | 1 – 1 | ASA        | Rei Pelé, Maceió        |
| 20:50           | Afonso 80' |       | 63' Didira | Público: 3,011 pagantes |

| CSA | ASA |

| 19 de fevereiro | CEO                          | 2 – 2 | Murici                          | Edson Matias, Olho d'Água das Flores |
| 20:00           | Ivanzinho 80' · Jacobina 82' |       | 22' Gustavo · 90+1' Odair Lucas | Público: 581 pagantes                |

| CEO | Murici |

| 19 de fevereiro | Santa Rita     | 1 – 1 | CSE             | Olival Elias, Boca da Mata |
| 20:00           | Elton Lira 41' |       | 17' Alex Murici | Público: 395 pagantes      |

| Santa Rita | CSE |

### Sétima Rodada
| 22 de fevereiro | Ipanema      | 2 – 0 | CSA | Arnon de Mello, Santana do Ipanema |
| 16:00           | Kal 67', 72' |       |     | Público: 896 pagantes              |

| Ipanema | CSA |

| 22 de fevereiro | Murici                                                   | 4 – 1 | Santa Rita      | José Gomes da Costa, Murici |
| 16:00           | João Paulo 3' · Alan 21' · Catê 45+1' · Diogo França 77' |       | 41' Danilo Cruz | Público: 287 pagantes       |

| Murici | Santa Rita |

| 22 de fevereiro | ASA                                        | 2 – 1 | CEO        | Coaracy da Mata, Arapiraca |
| 16:00           | Max Carrasco 13' · Alex Henrique 60' (pen) |       | 80' Etinho | Público: 1,169 pagantes    |

| ASA | CEO |

## Fase Final
|  | Semifinais | Semifinais | Semifinais | Semifinais |      |     | Final | Final | Final | Final |
|  |            |            |            |            |      |     |       |       |       |       |
|  | ASA        | 2          | 2          | 4          |      |     |       |       |       |       |
|  | Murici     | 0          | 0          | 0          |      |     |       |       |       |       |
|  | Murici     | 0          | 0          | 0          |      | ASA | 0     | 1     | 1(5)  |       |
|  |            |            |            |            |      | ASA | 0     | 1     | 1(5)  |       |
|  |            | CSA        | 0          | 1          | 1(3) |     |       |       |       |       |
|  | CEO        | CSA        | 0          | 1          | 1(3) | 1   | 0     | 1     |       |       |
|  | CEO        |            |            |            |      | 1   | 0     | 1     |       |       |
|  | CSA        | 0          | 2          | 2          |      |     |       |       |       |       |

### Jogos de Ida
| 1 de março | Murici | 0 – 2 | ASA                  | José Gomes da Costa, Murici |
| 16:00      |        |       | 32', 35' Fábio Alves | Público: 735 pagantes       |

| Murici | ASA |

| 1 de março | CEO           | 1 – 0 | CSA | Edson Matias, Olho d'Água das Flores |
| 16:00      | Ivanzinho 64' |       |     | Público: 942 pagantes                |

| CEO | CSA |

### Jogos de Volta
| 8 de março | ASA                                 | 2 – 0 | Murici | Coaracy da Mata, Arapiraca |
| 16:00      | Alex Henrique 29' · André Nunes 87' |       |        | Público: 1,832 pagantes    |

| ASA | Murici |

| 8 de março | CSA                      | 2 – 0 | CEO | Rei Pelé, Maceió        |
| 16:00      | Breno 47' · Reinaldo 82' |       |     | Público: 7,040 pagantes |

| CSA | CEO |

### Jogo de Ida
| 11 de março | CSA | 0 – 0 | ASA | Rei Pelé, Maceió        |
| 22:00       |     |       |     | Público: 8,765 pagantes |

| CSA | ASA |

### Jogo de Volta
| 15 de março | ASA          | 1 – 1 | CSA          | Estádio Coaracy da Mata, Arapiraca |
| 16:00       | Valdívia 27' |       | 40' Reinaldo | Público: 6,471 pagantes            |

|                                             |       | Penalidades                            |  |
| Gabriel Rayro Alex Henrique Uederson Didira | 5 – 3 | Zé Paulo Marcos Antônio Breno Reinaldo |  |

| ASA | CSA |

## Premiação
| Campeão Copa Alagoas 2015 |
| ------------------------- |
| ASA Campeão (1° título)   |